# سنجاب زمینی ریوگرانده
سنجاب زمینی ریوگرانده (نام علمی: Ictidomys parvidens) نام یک گونه از سرده راسوموش است.